# ويتني يوجين ثاير
ويتني يوجين ثاير (بالإنجليزية: Whitney Eugene Thayer)‏ هو ملحن أمريكي، ولد في 11 ديسمبر 1838 في مقاطعة ورسستر في الولايات المتحدة، وتوفي في 27 يونيو 1889 في برلينغتون في الولايات المتحدة.

## وصلات خارجية
- ويتني يوجين ثاير على موقع ميوزك برينز (الإنجليزية)